# Nadleśnictwo Lipinki
Nadleśnictwo Lipinki – nadleśnictwo należące do Regionalnej Dyrekcji Lasów Państwowych w Zielonej Górze, położone na terenie powiatów: żarskiego (Łęknica, Żary, Jasień, gmina Żary, gmina Brody, gmina Lipinki Łużyckie, gmina Trzebiel, gmina Tuplice) i żagańskiego (Żagań, gmina Żagań). Siedziba nadleśnictwa znajduje się w Żarach przy ul. Budowlanych.  